# Piper Alpha
Die Piper Alpha war eine große Bohrinsel in der Nordsee im Piper-Ölfeld etwa 170 km nordöstlich von Aberdeen. Sie gehörte den Unternehmen Occidental Petroleum (78 %) und Texaco (22 %).
Die Plattform war als Ölplattform entworfen und gebaut worden und begann 1976 mit der Produktion; Occidental und Texaco rüsteten sie 1978 auf kombinierte Öl- und Gasförderung um, weil das Abfackeln des Erdgases gesetzlich untersagt wurde. Piper Alpha beförderte etwa 10 Prozent der gesamten damaligen Öl- und Gasproduktion in der Nordsee an die Oberfläche. Ein Feuer zerstörte die Piper Alpha am 6. Juli 1988. Mit 167 Todesopfern war es der schwerste Unfall auf einer Bohrinsel. Nur 61 Personen überlebten.

## Aufbau der Bohrinsel
Die Bohrinsel bestand aus einer Jacketgründung, einer Stahlkonstruktion mit je 5 Beinen auf der Ost- und der Westseite, die in 144 m Wassertiefe standen und über kathodischen Korrosionsschutz verfügte. Über der Wasserlinie reichte das Jacket bis zum Tragrahmen (68-Fuß-Ebene), auf dem das Topside ruhte, dessen unterste Ebene das Produktionsdeck bildete.
Dieses bestand aus vier länglichen Modulen, die durch Brandwände voneinander getrennt waren. Von Süd nach Nord bestand das Produktionsdeck (84-Fuß-Ebene) aus Modul A (Erdölförderbohrungen), Modul B (Abscheider zur Trennung in Wasser, Öl, Gas), Modul C (Erdgasverdichter) und Modul D (Energieversorgung und Hilfsaggregate). Modul D hatte im westlichen Bereich ein Zwischengeschoss; hier befand sich die Leitwarte von Piper Alpha. Am Modul A waren zwei Fackeln angebracht, die diagonal nach Südwest und Südost auskragten; dieses Modul war außen mit einem Hitzeschild aus Drahtgeflecht ausgestattet, um die Wärmestrahlung abzuhalten. Über Modul A ragte der Bohrturm, zwei Krane waren jeweils an der West- und Ostseite zwischen Modul B und C installiert.
Unterhalb des Produktionsdecks, auf der 68-Fuß-Ebene im Tragrahmen der Plattform, gab es auch noch weitere Installationen, insbesondere liefen dort die 3 Hochdruckgasleitungen incl. der Molchschleusen entlang. Weiterhin sind auf der Ebene die Sammler und Abscheider für die beiden Fackeln installiert, die von Modul A diagonal nach Südwest und Südost weisen. Unterhalb des Moduls B waren die Kondensateinspeisepumpen installiert, unter Modul C die Joule-Thomson-Kondensatabscheider der Erdgasaufbereitung. In der Mitte des Tragrahmens befand sich auf der Ostseite die Wasseraufbereitung, in der das abgetrennte Wasser von Ölresten gereinigt wurde und auf der Westseite die Arbeitsräume der Taucher, incl. zweier Dekompressionskammern. Darunter folgte auf der 20-Fuß-Ebene ein Laufsteg zwischen den Beinen und den Öl+Gas-Installationen.
Das Helideck befand sich auf dem 4-stöckigen Wohnblock, der über Modul D platziert war. Entsprechend den Sicherheitserfordernissen waren die Module so angeordnet, dass sich die Wohnquartiere möglichst weit weg von den gefährlichsten Arbeiten befanden. Der Empfang im unteren Stock des Wohnblocks, wo auch Küche und Kantine (Galley) zu finden waren, hatte die Funktion einer Not-Kommandozentrale – von hier sollten eventuell notwendige Evakuierungen geleitet werden.
Die Umrüstung im Jahre 1978, die den gesetzlichen Vorgaben folgte, das Erdgas nicht abzufackeln, sondern zu nutzen, durchbrach das Sicherheitskonzept. Weil zusätzliche Elemente für den Pipelinetransport (Gasaufbereitung und -verdichtung) nachgerüstet wurden, hatte dies zur Folge, dass einige sensible Bereiche direkt nebeneinander angeordnet werden mussten. So wurde beispielsweise die Gaskompression – die Einheit, in der das Kondensat vom Erdgas abgetrennt wurde – neben den Kontrollraum gelegt, was einen entscheidenden Einfluss auf den Verlauf des Unfalls zur Folge hatte. Da die Bohrinsel ursprünglich als Ölplattform gebaut war, waren die Feuerschutzwände nicht für die Hemmung von Explosionen ausgelegt. Das Feuer konnte sich nach der ersten Gasexplosion im Modul C in das benachbarte Modul B ausbreiten und zerstörte dort einige Ölleitungen.
Von Piper Alpha gingen neben der Hauptölleitung drei Hochdruck-Gasleitungen aus: Zum einen wird Erdgas über die Kompressorstation MCP-01 ans Festland (St. Fergus) geschickt. Von der Plattform Tartan erhielt Piper Alpha Gas, um es mit der eigenen Förderung nach MCP-01 weiterzuleiten. Die Förderplattform Claymore exportierte Öl, förderte aber nur wenig Gas, so dass zum Betrieb der Stromerzeugungsaggregate auf Claymore das Gasdefizit per Pipeline von Piper Alpha aus gedeckt wurde. Zwei Jahre zuvor hatte das Management von Occidental eine Studie in Auftrag gegeben, die vor den Gefahren warnte, die von diesen Gasleitungen ausgingen. Den darin enthaltenen Druck abzubauen würde wegen Länge und Durchmesser der Leitungen mehrere Stunden dauern, so dass ein Feuer auf diesen Leitungen praktisch unmöglich zu bekämpfen wäre. Obwohl dem Management die Gefahr einer verheerenden Gasexplosion bekannt war, wurden die benachbarten, mit Piper Alpha verbundenen Plattformen Claymore und Tartan nicht beim ersten Notruf abgeschaltet.

## Vorgeschichte des Brandes
Das Unglück entwickelte sich stufenweise. Innerhalb der ersten Stunde gab es einige kritische Momente, in denen die richtigen Entscheidungen die Katastrophe verhindern oder zumindest in ihren Auswirkungen wesentlich hätten abmildern können.
In den Wochen vor dem 6. Juli 1988 wurde eine neue Gasleitung gebaut. Diese Arbeiten führten zu Abweichungen von der gewohnten Routine, trotzdem wurde die Plattform wie gewohnt betrieben. Auch die Entdeckung einiger kleiner Gaslecks war normal und kein Grund zur Beunruhigung.
Auf der Plattform gab es zwei große Kondensatpumpen, bezeichnet mit A und B. Diese Maschinen förderten das Kondensat, eine Mischung aus verflüssigten Gasen, zur Küste. Am Morgen des 6. Juli wurde bei Pumpe A das Überdruckventil zur Überholung entfernt. Außerdem war die Pumpe für eine vierzehntägige Generalüberholung vorgesehen, die jedoch noch nicht begonnen hatte. Das offene Leitungsende wurde mit einem Blindflansch, einer Abdeckplatte aus Metall, provisorisch verschlossen. Weil die Arbeit bis 18:00 Uhr nicht fertiggestellt werden konnte, blieb die Metallplatte an Ort und Stelle. Der diensthabende Ingenieur füllte ein Formblatt aus, aus dem hervorging, dass die Pumpe nicht betriebsbereit war und keinesfalls eingeschaltet werden durfte.
Zusätzlich war zum Zeitpunkt des Unfalls das automatische Löschsystem ausgeschaltet. Löschpumpen sollten sich im Brandfall vollautomatisch einschalten und Wasser auf die Bohrinsel pumpen. Wenn Taucher auf der Piper Alpha arbeiteten, wurden die Pumpen auf Handbetrieb umgestellt, um zu verhindern, dass sie mit dem Meerwasser angesaugt würden. Die Pumpen konnten nur von einem einzigen Punkt aus wieder eingeschaltet werden. Auf anderen Plattformen wurde nur dann auf Handbetrieb umgestellt, wenn sich die Taucher in der Nähe der Einlassstutzen befanden. Auf der Piper Alpha jedoch wurde grundsätzlich immer dann, wenn Taucher im Wasser waren, die automatische Löschanlage auf Handbetrieb umgestellt, unabhängig davon, wo sich die Taucher aufhielten. So konnte am Abend des 6. Juli 1988 die Löschanlage nur per Hand in Betrieb genommen werden.
Folgenschwere Konsequenzen hatte auch das Auslegen von Gummimatten auf der Abstiegsplattform zum Meer, welche sich auf der Unterseite der Bohrinsel befand. Die Matten dienten dem Verletzungsschutz der Taucher vor den scharfkantigen Metallgitterböden der Plattform und waren nur am Tag der Katastrophe wegen der Taucherarbeiten ausgelegt. Direkt über diesen Matten, auf denen sich brennbare Flüssigkeiten sammeln konnten, befanden sich die Gastransportleitungen von den Ölplattformen Tartan und Claymore.

### Chronologie
18:00 UhrWeil er den diensthabenden Aufseher beschäftigt fand, unterließ es der Ingenieur, ihn persönlich vom Zustand von Kondensatpumpe A zu unterrichten.
21:45 UhrKondensatpumpe B stoppte plötzlich und ließ sich nicht mehr in Gang bringen, die Puffertanks der Bohrinsel für Kondensat drohten innerhalb weniger Minuten vollzulaufen und ein Notaus zu provozieren.
21:52 UhrKondensatpumpe A wurde hochgefahren; den zuständigen Personen war nicht bewusst, dass das zugehörige Überdruckventil fehlte und der Ventilflansch nur unzureichend mit einer Metallscheibe abgedeckt war, da das entsprechende Formblatt getrennt von der Mitteilung der Generalüberholung abgelegt war.
21:57 UhrDas in Bereich A einströmende Gaskondensat drückte den Blindflansch aus seiner Halterung und entzündliches Flüssiggas trat aus. Dies hätte verhindert werden können, wenn dessen Halteschrauben nicht nur handfest verschraubt, sondern mit geeignetem Werkzeug fest angezogen worden wären. Eine erste Explosion tötete wahrscheinlich zwei Arbeiter, das Feuer breitete sich über die Plattform aus. Der Aufseher in der Leitwarte beendete per Not-Aus die Öl- und Gasförderung der Plattform, durch angeschlossene Leitungen von den Plattformen Tartan und Claymore flossen jedoch stetig Öl und Gas nach.
22:04 UhrDrei Mayday-Funksprüche wurden abgegeben, der letzte um 22:08. Die Mannschaft gab den Funkraum auf, der zur Koordination während eines Unglücks vorgesehen war. Organisierte Arbeiten zur Eindämmung des Unglücks brachen damit zusammen.
22:20 UhrHerabfließendes brennendes Öl, das normalerweise durch Metallgitterböden hindurch ohne weitere Folgen ins Meer abgeflossen wäre, hatte sich in den vergangenen Minuten auf den ausgelegten Tauchergummimatten gesammelt, wodurch ein Nebenbrandherd in einem bisher weitgehend unbeeinträchtigten Teil der Bohrinsel entstand. Die darüberliegende HD-Gasleitung (12,0 MPa; 45 cm (18 Zoll)) von der Tartan-Plattform brach infolge der Hitzeeinwirkung. Große Mengen Erdgas traten aus und verbrannten unterhalb des Produktionsdecks mit enormer Hitzeentwicklung. Von diesem Zeitpunkt an war die Katastrophe nicht mehr aufzuhalten.
22:50 UhrDie zweite Hochdruckleitung, die zur Gasverdichterstation MCP-01 führte, barst und explodierte.
23:15 UhrDer westliche Kran kollabiert, das Führerhaus und der Ausleger lösen sich vom Drehkranz und fallen in die See.
23:18 UhrEine weitere Explosion erschüttert die Plattform, verursacht durch das Versagen der HD-Steigleitung Richtung Claymore.
23:50 UhrDer Wohnblock rutschte ins Meer, der größte Teil der Plattform folgte ihm nach. Gegen 00:45 ist die Plattform bis auf die südliche Installation (Modul A mit den Steigleitungen zu den Bohrlöchern) verschwunden.

### Besatzung
Die Männer waren im Training instruiert worden, die Rettungsbootstationen aufzusuchen und dort auf weitere Anweisungen zu warten. Wegen des Feuers konnten die Männer die vorgeschriebenen Stationen nicht mehr erreichen. Sie versammelten sich, wie in solchen Fällen üblich, am alternativen Sammelpunkt im feuergeschützten Versorgungsblock direkt unter dem Hubschrauberdeck. Dort warteten sie auf Rettung aus der Luft. Weil der Wind aus einer ungünstigen Richtung wehte und Feuer und Rauch über den Hubschrauberlandeplatz blies, konnte jedoch kein Hubschrauber landen. Die Männer erhielten keine weiteren Anweisungen, und der Versorgungsblock füllte sich langsam mit Rauch, da die Lebensbereiche seinerzeit nicht, wie heute üblich, durch erhöhten Luftdruck und interne Atemluftaufbereitung geschützt waren.
Die feuerbeständige Verkleidung war so effektiv, dass nach der ersten Gasexplosion ein Großteil der Männer im Versorgungsblock noch am Leben war. Die Lage wurde wegen des zunehmenden Rauchs jedoch immer bedrohlicher, so dass einige Männer begannen, ihr Schicksal in die eigene Hand zu nehmen. Obwohl sie gewarnt worden waren, dass es den sicheren Tod bedeute, suchten sie den Weg nach unten aus dem Versorgungsblock und riskierten den 30 Meter tiefen Sprung ins Meer.
Zufällig ankerte die Tharos, eine große Rettungsplattform, in unmittelbarer Nähe der Piper Alpha. Diese geringfügig motorisierte Plattform war von Occidental eigens für einen derartigen Notfall gebaut worden. Doch auch hier versagte die Technik. Zunächst fuhr die Tharos die Teleskoparme der Feuerlöscheinrichtungen zu schnell aus. Das System schaltete sich ab, die Mannschaft der Insel verlor zehn Minuten, um es wieder in Gang zu bringen. Die ausfahrbare Gangway bewegte sich nur langsam und benötigte über eine Stunde, um auf die volle Länge von 30 Metern auszufahren.
Die zweite Explosion erschwerte die weitere Unterstützung durch die Tharos, ihre Mannschaft konnte nur noch zuschauen, wie die Stahlkonstruktion der Piper Alpha langsam schmolz und zusammenbrach.

## Fehler während des Unfalls
Die Plattform Claymore pumpte bis zur zweiten Gasexplosion Öl durch die Leitung, weil der Manager vom Kontrollzentrum der Occidental nicht die Erlaubnis erhielt, die Bohrinsel abzuschalten. Auch Tartan pumpte weiter, deren Manager hatte diese Direktive von seinem Vorgesetzten erhalten. Die Ursache für diese Vorgangsweise lag in den exorbitanten Kosten begründet, mit denen eine Abschaltung einer Plattform verbunden ist. Es dauert mehrere Tage, die Produktion nach einem Stillstand wieder auf das Normalmaß zu bringen. Daher sollte diese Entscheidung von den Managern der Plattformen nicht ohne weiteres getroffen werden. Weil sie mit erheblichen Sanktionen ihres Arbeitgebers hätten rechnen müssen, zogen sie es vor, sich bei Occidental rückzuversichern.

## Folgen

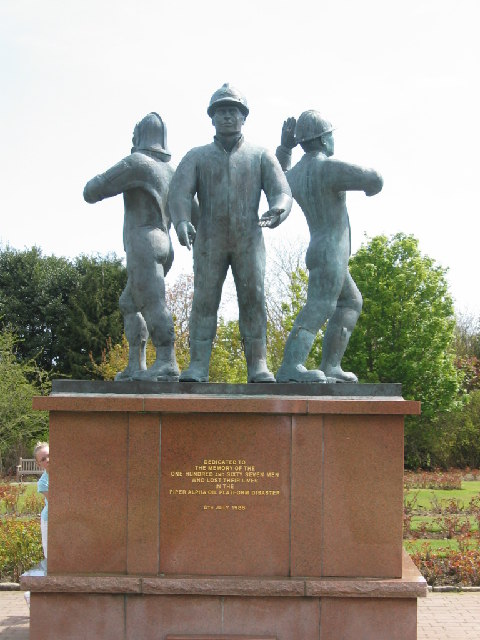
Denkmal für die Opfer im Hazlehead Park, Aberdeen

Zum Zeitpunkt des Unglücks am 6. Juli 1988 befanden sich 226 (anderen Quellen zufolge 229) Männer an Bord, von denen 166 auf der Plattform starben, ein weiterer Arbeiter starb später im Krankenhaus. Diejenigen, die überlebten, waren entgegen der allgemeinen Anweisung aus 30 m Höhe ins Meer gesprungen.
Das Management der Occidental Petroleum berief sich darauf, dass es sich um den ersten Unfall auf einer ihrer Plattformen in der Nordsee gehandelt habe. Dabei verschwiegen die Verantwortlichen, dass es bereits vier Jahre zuvor einen tödlichen Unfall auf der Piper Alpha gegeben hatte, bei dem ein Arbeiter starb. Occidental zerstörte die verbogenen Überreste der Plattform und gab innerhalb eines Jahres sämtliche Aktivitäten in der Nordsee auf. Schätzungen zufolge kostete die Katastrophe Occidental über 15 Milliarden Dollar.
Die Piper Alpha brannte noch drei Wochen, bevor sie Red Adair und seine Mannschaft löschen konnten. Sie brachten das Großfeuer unter Kontrolle, indem sie Zement in die Bohrlöcher pumpten und sie dann kappten.
Von den Getöteten konnten später 135 (oder 137, die Quellen sind nicht einheitlich) geborgen werden, die restlichen Leichen blieben vermisst. Der Großteil der Opfer war an Rauchgasvergiftung gestorben, nur die wenigsten an Verbrennungen.
Die umfangreiche Untersuchung durch die Cullen-Kommission deckte die Mängel im Management und in den Abläufen von Occidental auf. Die Kommission machte in ihrem Bericht 106 Vorschläge, um die Sicherheit auf Bohrinseln zu verbessern. Die Ölindustrie akzeptierte nahezu sämtliche Vorschläge. Sie betrafen Verbesserungen bei der Dokumentation von Arbeiten an den Maschinen (permit to work), günstigere Platzierungen der Sicherheitsventile an den Leitungen, die Wärmedämmung von unterseeischen Leitungen, Verbesserungen der Evakuierungssysteme, Verringerung der Rauchgefahr sowie eine Einführung von Sicherheitsaudits.
Dieser Bericht hatte keine strafrechtlichen Folgen, es gab einzig – nach einem langwierigen Zivilprozess – gewisse Entschädigungszahlungen für die Hinterbliebenen.

## Neue Sicherheitskonzepte
Infolge der Katastrophe wurden Health, Safety and Environment (HSE) Management Systems (dtsch. Gesundheits-, Sicherheits- und Umwelt-Management-Systeme) entwickelt und als Sicherheitskultur bei der Organisation OGP (International Association of Oil and Gas Producers, vgl. EPSG) eingeführt. In der Anwendung des Sicherheitskonzepts ist auch vorgesehen, dass das Management seine Macht verteilt und ein „Pull“ des bottom-up anstatt des alten „Push“ beim top-down (engl. bottom-up ‘pull’ rather than top-down ‘push’) einsetzt: Berichte über Sicherheitsmängel am Arbeitsplatz (vgl. Schweizer-Käse-Modell) und Vorschläge „von unten“ werden nun gefördert (‘pull’) anstatt von der Managementebene „von oben“ Anweisungen durchzudrücken (‘push’). Das Konzept wird auch HSE Kulturleiter (engl. HSE Culture ladder, „Hudson Ladder“) genannt.

## Rezeption
Eine Folge der Fernsehserie Sekunden vor dem Unglück widmete sich der Katastrophe.